# Tessellota trifasciata
Tessellota trifasciata là một loài bướm đêm thuộc phân họ Arctiinae, họ Erebidae.